# Jean-Marie Bigard
Jean-Marie Bigard (Troyes, 17 maggio 1954) è un attore e umorista francese.

## Biografia
Conosciuto per il suo frequente umorismo pungente, Bigard si è esibito presso le più grandi strutture di intrattenimento in Francia, come il Palais omnisports a Parigi-Bercy e lo Stade de France. Bigard è un amico intimo dell'ex presidente della Repubblica francese Nicolas Sarkozy, che ha accompagnato durante una visita ufficiale a Papa Benedetto XVI a Roma.
Nel settembre 2008, Bigard ha ottenuto una certa visibilità internazionale anche per le sue dichiarazioni relative agli attacchi dell'11 settembre 2001, definendoli un'"enorme bugia" orchestrata dal Governo degli Stati Uniti. In seguito ha anche fatto notare come non ci fossero prove che dessero la responsabilità ad Osama Bin Laden e che non esisteva alcun filmato che riprendesse l'aereo che si schiantava sul Pentagono.

## Filmografia parziale

### Attore
- Arlette, regia di Claude Zidi (1997)
- Lautrec, regia di Roger Planchon (1998)
- And Now... Ladies & Gentlemen, regia di Claude Lelouch (2002)
- Il missionario (Le Missionnaire), regia di Roger Delattre (2009)
- Parliamo delle mie donne (Salaud, on t'aime), regia di Claude Lelouch (2014)
- Chacun sa vie, regia di Claude Lelouch (2017)

### Sceneggiatore
- Il missionario (Le Missionnaire), regia di Roger Delattre (2009)

## Doppiatori italiani
- Alessandro Rossi in Arlette
- Ennio Coltorti in Lautrec
- Pasquale Anselmo in And Now... Ladies & Gentlemen
- Rodolfo Bianchi in Il missionario